# Juan Vitali
Juan Vitali (Tres Arroyos, 7 de noviembre de 1948) es un actor argentino.

## Filmografía[3]
- 1977: El gordo catástrofe.
- 1978: Los médicos.
- 1978: La rabona.
- 1979: Chau, amor mío (serie de televisión), como Diego.
- 1980: Romina (serie de televisión).
- 1981: Que Dios se lo pague (serie de televisión), como Pablo Álvarez.
- 1982: La búsqueda (serie de televisión).
- 1982: El oriental (serie de televisión), como Carlitos Bazán.
- 1983: Cara a cara (serie de televisión), como Dardo.
- 1984: Pobre Clara (serie de televisión), como Germán; la telenovela fue protagonizada por Alicia Bruzzo y Germán Kraus.
- 1985: La muerte blanca o Cocaina Wars, como Marcelo Villalba (acreditado como John Vitali).
- 1985: María de nadie (serie de televisión), como Oscar.
- 1986: El lobo (serie de televisión).
- 1986: Las lobas.
- 1986-1987: Pasión y poder (serie de televisión), como Artemio Montenegro Casagrande.
- 1987: Valeria (serie de televisión), como Luis Javier.
- 1987: La clínica del Dr. Cureta.
- 1988: Conviviendo con la muerte o Apartment Zero (película de terror, inédita), como Alberto Werpachowsky.[5]
- 1990: La bonita pagina (unitario).
- 1992: El oro y el barro (serie de televisión).
- 1992-1993: El precio del poder (1992) como Ventura.
- 1993-1994: Alta comedia (serie de televisión)
  - «La última ilusión» (1993)
  - «La baronesa de los aromos» (1993)
  - «Volver a querer» (1994)
- 1994: Más allá del horizonte o Milagros, como Shanqué.
- 1994: Inconquistable corazón (serie de televisión).
- 1995: ¡Que vivan los crotos!.
- 1996: Zíngara (serie de televisión), como Germán López C.
- 1996: Mi familia es un dibujo (serie de televisión), como Lucio.
- 1996: Policía corrupto, como Paco.
- 1997: Ricos y famosos (serie de televisión), como Julio Romero.
- 1997: Dibu, la película, como la voz de Lucio[6]
- 1998: La nocturna (serie de televisión).
- 1996: Gasoleros, como Tulio.
- 1999: El hombre (miniserie de televisión), como Augusto.
- 1999: Campeones de la vida (serie de televisión), como Casado Arce.
- 2000: Los buscas de siempre (serie de televisión) como Santiago Cantón.
- 2000: Milagros (serie de televisión peruana), como Gerardo Bellido.
- 2002: Los simuladores, como Enrique
- 2003: El fondo del mar, como la voz del agente de viajes.
- 2003: Cruz de sal, como Esteban.
- 2005: Botines (miniserie de televisión).
- 2006: Casados con hijos, como el gerente de la zapatería donde trabaja Pepe Argento (Guillermo Francella).
  - «La mafia canelones».
  - «La novia carbonizada».
- 2006: Collar de Esmeraldas
- 2007: Yo la recuerdo ahora, como voz en off.
- 2011: El pacto, como José Alfredo Martínez de Hoz, ministro de Economía de Videla.
- 2011: Adictos, como Collins.
- 2013: Ecos (miniserie de televisión), como el Dr. Roberto Cohen.

## Vida privada
Vive con su esposa, Lilian Cáceres, y sus hijos Juan Pablo, Nahuel, Luz y Yuri, en la localidad bonaerense de Don Torcuato, una zona con countries y casas quinta.
Vitali es vegetariano.